# BankBoston
El BankBoston fue un banco con sede en Boston, Massachusetts, que fue creado por la fusión en 1996 del Bank of Boston y el BayBank. Uno de sus bancos predecesores se fundó en 1784, pero el BankBoston fusionado tuvo una vida corta, ya que fue adquirido por FleetBoston Financial en 1999. En 2005, FleetBoston fue comprado y fusionado en Bank of America, con sede en Charlotte, Carolina del Norte.
Después de la venta de sus sucursales en América Latina en 2006, BankBoston actualmente existe únicamente como un banco privado subsidiario propiedad de Bank of America.

## Historia
La historia de BankBoston representa la combinación de docenas de bancos en toda la región de Nueva Inglaterra adquiridos a lo largo de más de dos siglos. Entre sus predecesores más destacados se encuentran el Massachusetts Bank, el First National Bank of Boston, el Old Colony Trust Company y el BayBank.

### El Massachusetts Bank
El Bank of Boston remonta sus raíces al Massachusetts Bank fundado en 1784. El Massachusetts Bank fue el primer banco de acciones conjuntas con carta federal en los Estados Unidos y solo el segundo banco en recibir una carta en los Estados Unidos, después del Bank of North America. La carta del banco fue firmada por John Hancock y entre sus primeros titulares de cuentas se encontraban figuras tan notables como Paul Revere, Samuel Adams, John Hancock y Henry Knox. Los fundadores del banco estaban compuestos en su mayoría por comerciantes que querían usar un banco estadounidense, en lugar de británico, para enviar dinero al extranjero. Estuvo inicialmente ubicado en la antigua Manufactory House, cerca de Boston Common. El banco fue el único banco en la ciudad de Boston hasta que se fundó el Union Bank (más tarde Bank of New England) en 1792.
En 1786, el Massachusetts Bank financió la primera misión comercial de EE. UU. a China, y en 1791, financió el primer viaje de un barco estadounidense a Argentina, estableciendo lo que se convertiría en una presencia duradera en América Latina. Bank of Boston luego se convirtió en el banco extranjero más grande en varias ciudades importantes de América Latina.
En 1864, el Massachusetts Bank cambió su nombre a Massachusetts National Bank.

### El First National Bank of Boston

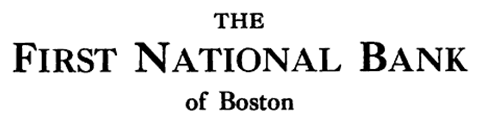
Logo del First National Bank of Boston, c. 1921

En el contexto de la consolidación bancaria a principios del siglo XX, la fusión entre The Massachusetts Bank y The First National Bank of Boston marcó un hito en la evolución de la industria financiera. Esta fusión, seguida de un cambio de nombre en 1903, estableció las bases para el crecimiento continuo y las transformaciones posteriores de la entidad, que más tarde se vio afectada por eventos internacionales como el ataque anarquista contra su sede en Buenos Aires en 1927. A pesar de desafíos como el Crack de Wall Street y la legislación de Glass-Steagall, el banco persistió y se adaptó, reestructurándose en 1970 bajo una nueva entidad matriz, First National Boston Corporation, y expandiéndose a través de adquisiciones estratégicas durante las décadas siguientes, incluyendo las controversiales disputas legales sobre contribuciones políticas y cambios de nombre hasta su adquisición de Colonial Bancorp y BankVermont Corporation en la década de 1980.
La historia del Bank of Boston, desde sus inicios como un banco regional hasta su expansión nacional y sus enfrentamientos legales que moldearon el panorama financiero y político, destaca su capacidad para enfrentar desafíos y capitalizar oportunidades a lo largo de más de un siglo de operaciones. Su evolución refleja las dinámicas complejas de la industria bancaria y su intersección con eventos mundiales y legislaciones clave, consolidando su posición como una institución financiera influyente en Estados Unidos durante el siglo XX.

### Adquisición de BayBank para formar BankBoston
Durante la década de 1990, el Bank of Boston se embarcó en una serie de intentos de adquisición y fusiones estratégicas en un esfuerzo por fortalecer su posición en el mercado y evitar ser absorbido por competidores más grandes. Sin embargo, sus esfuerzos iniciales resultaron en decepciones, como la pérdida de la oferta por el fallido Bank of New England en 1991 y el colapso de una fusión propuesta con Shawmut Bank en 1992. A pesar de estos contratiempos, el banco continuó su búsqueda de oportunidades, explorando fusiones con Fleet Bank y BayBank en 1994 y 1995 respectivamente.
La fusión con BayBank en 1995 marcó un hito significativo para el Bank of Boston, ya que adquirió una sólida operación de banca minorista con una extensa red de sucursales y cajeros automáticos en Massachusetts. Aunque BayBank era más pequeño que las opciones de fusión anteriores, su historia de éxito en la gestión de activos y la estrategia agresiva de adquisiciones en las décadas anteriores lo convirtieron en un activo valioso para la expansión del Bank of Boston. Tras la fusión, rebautizada como BankBoston en 1996, la entidad combinada se consolidó como el banco más grande de la ciudad de Boston, aunque continuaba enfrentando competencia a nivel nacional.
La adquisición de Robertson Stephens & Co. en 1998 destacó el compromiso del BankBoston con el crecimiento y la diversificación, al expandir sus operaciones en el sector de servicios financieros y consolidar su presencia tanto a nivel nacional como internacional. Sin embargo, a pesar de estos movimientos estratégicos, la era de BankBoston como entidad independiente llegaría a su fin cuando fue adquirido por otra institución financiera como parte de la ola de fusiones bancarias que caracterizó la década de 1990.

### Bank of New York
El 26 de octubre de 1999, Bank of New York compró BankBoston Panama para servir como su banco subcustodio en Panamá. Desde 1996, BankBoston Panama, fundado en 1973, había estado ofreciendo servicios de custodia a inversores extranjeros en Panamá.

### Fusión con Fleet
En 1999, Fleet Bank, con sede en Boston, consolidó su posición dominante en el mercado de Nueva Inglaterra al adquirir BankBoston, después de haber comprado Shawmut Bank previamente. Aunque Fleet emergió como el principal actor en la región, reconoció el valor de mantener la marca Bank of Boston en América Latina. La fusión creó FleetBoston Financial, convirtiéndolo en el octavo banco más grande de Estados Unidos en ese momento, con activos superiores a los $190 mil millones, tras haber absorbido ocho de los diez bancos más grandes de Nueva Inglaterra en la década de 1990.
La nueva entidad, con sede en la antigua sede de Bank of Boston, estableció su presencia a lo largo de la costa este, con sucursales en Nueva Inglaterra y los estados del medio atlántico. La estrategia de expansión continuó en 2000, cuando FleetBoston adquirió Summit Bancorp, con sede en Princeton, Nueva Jersey, reforzando su posición en el mercado de Nueva Jersey y ampliando su influencia en el área metropolitana de Filadelfia.

### Adquisición por parte de Bank of America
En 2004, Bank of America adquirió FleetBoston, buscando ampliar su presencia en la costa este de Estados Unidos. Sin embargo, optó por desprenderse de los activos latinoamericanos históricos del Bank of Boston, conocidos como BankBoston, para enfocarse en consolidarse como uno de los principales bancos nacionales del país. Esto resultó en la venta de las operaciones de BankBoston en Perú, Colombia y Panamá al Banco General de capital privado panameño en diciembre de 2004, mientras que en Brasil, Bank of America vendió todos los activos de BankBoston al Banco Itaú en 2006.
A través de acuerdos de venta similares, Itaú también adquirió las operaciones de BankBoston en Chile y Uruguay en agosto de 2006, marcando el fin de la marca BankBoston en estos países y su eventual desaparición en Argentina tras su venta al Standard Bank de Sudáfrica en diciembre de 2006, con su adquisición completa en 2007.
Actualmente, BankBoston subsiste como un banco privado internacional, operando como una subsidiaria de Bank of America.